# Lie Lie Lie
Lie Lie Lie är en promosingel från 2007 av den amerikanske musikern Serj Tankian. Låten finns med på albumet Elect the Dead. Förutom Tankian sjunger även sopransångerskan Ani Maldjian i denna låt. "Lie Lie Lie" var även öppningslåten till programmet Fear Itself, som gick på NBC under 2008-2009. Låten finns även med på livealbumet Elect the Dead Symphony och Tankian släppte under 2008 en EP som har ett namn som grundar sig på denna låt, nämligen Lie Lie Live.
Tankian beskriver låten med följande ord: 
| ”              | Från början var jag skeptisk eftersom man var tvungen anta flera olika roller samtidigt. Man var tvungen att kunna kritisera sig själv, vilket jag inte hade några problem med. Ett exempel på detta är en låt som heter 'Lie Lie Lie', vilket är en rolig låt, men som jag hade väldigt seriösa låttexter till. Jag gick in i inspelningsstudion fem jävla gånger för att försöka att få låten att låta bra, men det fungerade inte. Jag förstod då att låttexten var alldeles för seriös för en sådan tramsig låt. Så jag rev i sönder pappret, kastade det på golvet och skrev om hela låttexten på plats och jag valde att ha roligt när jag omformulerade texten. I slutändan blev låten som ett galet, humoristiskt drama och det var något som jag var tvungen att göra. Du måste kunna vara självkritisk och ändra på saker tills de låter rätt. | „ |
| – Serj Tankian | |   |

## Låtlista
Alla låtar är skrivna och komponerade av Serj Tankian, om inte annat anges. 
| Nr | Titel       | Längd |
| -- | ----------- | ----- |
| 1. | Lie Lie Lie | 3:34  |